# Rhythms Monthly
Rhythms Monthly (кит. трад. 經典雜誌, пиньинь Jīngdiǎn Zázhì) — географический журнал на китайском языке, базирующийся в Тайбэе, Тайвань. Издаваемый в формате, аналогичном журналу National Geographic, Rhythms Monthly освещает культурные, исторические, экологические и гуманитарные темы, часто с китайской точки зрения. Журнал поддерживается Тцу Чи, одной из крупнейших буддийских некоммерческих организаций Тайваня.
Журнал известен своими многолетними репортажными проектами. Недавние исторические серии включают в себя современное описание путешествия буддийского монаха Сюаньцзана (玄奘) по Шёлковому пути династии Тан и эпичного морского путешествия адмирала Чжэн Хэ (鄭和) (1371-1435 гг. н.э.). Обе исторические серии предшествовали аналогичным репортажам Discovery Channel и National Geographic.
Rhythms Monthly также поддерживает и проводит исследовательские экспедиции, в том числе определение истока реки Янцзы и отслеживание истока реки Меконг. Сотрудничая с Тцу Чи, журнал часто освещает гуманитарную деятельность в условиях стихийных бедствий, таких как землетрясение в Баме в 2003 году в Иране, цунами 2004 года, ураган «Катрина», циклон «Наргис» в Бирме и землетрясение в провинции Сычуань в 2008 году в Китае. 
Rhythms Monthly получил 21 награду «Золотой штатив», официальную награду за публикации на Тайване и две награды от SOPA (Сообщества издателей Азии) в 2005 и 2006 годах. 
Журнал также ведёт еженедельное телешоу под названием «Rhythms.TV», которое транслируется на международном уровне телевизионной сетью Daai.